# VG-21
De VG-21 is een nationale weg in Spanje en is maar ongeveer 9 km lang. Hij loopt van de stad Vitoria naar de A-1. De gehele route is een traditionele weg. Voorheen was het een gedeelte van de N-I maar het is hernoemd tot N-104.